# Id Software
Id Software is een computerspelontwikkelaar uit Mesquite, Texas. Het werd opgericht op 1 februari 1991 door vier leden van het computerbedrijf Softdisk: programmeur John Carmack, spelontwerpers John Romero en Tom Hall, en artiest Adrian Carmack. Het bedrijf wordt tegenwoordig beschouwd als het meest invloedrijke van de bedrijven die computerspellen ontwikkelen in de streek van Dallas, ook wel bekend als de "Dallas Gaming Mafia".
Bemerk de naam id in kleine letters, wat verwijst naar id als een psychologisch concept. Oorspronkelijk waren beide letters hoofdletters (ID Software), en kwam dit van "Ideas from the Deep". De "I" werd een kleine letter bij het verschijnen van de tweede Commander Keen-reeks, en uiteindelijk werd ook de "D" een kleine letter, wat de betekenis van de bedrijfsnaam wijzigde.

## Geschiedenis
De oprichters van id Software ontmoetten elkaar in de kantoren van Softdisk, waar ze verschillende spellen voor Softdisk ontwikkelden om maandelijks uit te brengen. Dit waren bijvoorbeeld Dangerous Dave en andere titels. Toen Apogee Software van de groep en hun groot talent vernam, namen ze de ontwikkelaars in dienst en ontwikkelden de nodige titels voor hen om hen van hun Softdisk contracten los te krijgen. Ondertussen werkten ze aan titels die ontwikkeld zouden worden onder de naam ID Software. Het meest succesvolle van die producten zou Commander Keen zijn.

### Commander Keen
De Commander Keen-reeks was een platformspel dat een van de eerste vloeiende "side-scrolling" game engines voor de pc leverde. De reeks bracht id Software in de mainstream van de computerspellen. Het spel was erg succesvol en leverde de aanzet tot een hele reeks titels. Het was ook de groep van id Software waar ontwerper Tom Hall het nauwst bij betrokken was.
Via Apogee Software verdeelde id Software oorspronkelijk via shareware de spelen om ze te kunnen verkopen, dit was bijvoorbeeld zo met Commander Keen, Doom en Wolfenstein. Het eerste deel van hun trilogie werd uitgebracht als shareware, de andere twee delen konden daarna gekocht worden via postorder. Pas later verdeelde id zijn spelen via de traditionele verpakkingen in winkels, via andere speluitgevers (dit was rond de periode van het verschijnen van Doom II). Id Software is een van de succesvolste shareware-uitgevers geweest.

### Wolfenstein 3D
Het product dat voor de doorbraak van het bedrijf zorgde was Wolfenstein 3D, een first-person shooter met vloeiende 3D-beelden die toen ongekend waren in computerspellen, en met een gewelddadige game-play die veel spelers wist te boeien. Nadat ze in feite een volledig genre hadden gecreëerd door middel van dit spel, creëerde id nog Doom, Doom II, Quake, Quake II, Quake III en Doom 3. Elk van deze first-person shooters had steeds een hoger niveau wat betreft de grafische technologie (en stelde steeds hogere systeemeisen).

### Doom
Ook de opvolger 'Doom' was een doorbraak. Betere graphics zorgden voor een overtuigendere beleving. Het spel kon tegen elkaar gespeeld worden in de intense 'Deathmatch mode'. Doom 2 volgde snel, Doom 3 is van een veel nieuwere generatie.

### Quake
Het verschijnen van Quake betekende een tweede mijlpaal in de geschiedenis van id. Quake combineerde een moderne, volledig 3D-engine met een goede stijl, en creëerde daardoor iets wat in die tijd beschouwd werd als erg indrukwekkend. Quake had meerdere verdiepingen boven elkaar en muisbesturing.

### John Carmack
De hoofdprogrammeur bij id Software was John Carmack, wiens bekwaamheid in 3D-programmeren in de software-industrie sterk erkend wordt. John Carmack begon op 7 augustus 2013 bij Oculus VR als CTO. Op 22 november 2013 nam hij ontslag bij Id Software om fulltime te werken bij Oculus VR. Belangrijkste reden voor Carmack om te stoppen was omdat Id Software's moedermaatschappij ZeniMax Media de ontwikkeling van de Oculus Rift niet wilde ondersteunen.

### Tom Hall
Tom Hall verliet id Software gedurende de eerste periode in de ontwikkeling van Doom (maar niet voor hij nog een enige invloed had uitgeoefend: hij was bijvoorbeeld verantwoordelijk voor het opnemen van teleporters in het spel). Hall was echter van mening dat zijn plaats niet bij id Software was, en zag elders een andere toekomst weggelegd. Hij vertrok voor de shareware-versie van Doom verscheen om te gaan werken aan Rise of the Triad bij de "Developers of Incredible Power". Hall heeft vaak aangegeven dat als id Software hem ooit de rechten verkoopt voor Commander Keen, hij direct een nieuwe titel in de Keen-reeks zou ontwikkelen.

### John Romero
John Romero, die eveneens vond dat id Software zijn ideeën niet genoeg steunde, vertrok na het verschijnen van de shareware Quake-versie, om Ion Storm op te richten dat echter weinig succesvol was. Tom Hall, die klaar was met zijn werk aan Rise of the Triad en vond dat hij niet goed paste bij het ontwikkelteam bij Apogee dat werkte aan Prey, vertrok daar en voegde zich bij zijn ex-id-collega in dit nieuwe bedrijf.
Zowel Hall als Romero worden gezien als goede ontwerpers en hun ideeën hebben enkele van de belangrijkste computerspellen van de jaren 90 helpen vormgeven.
Romero is nu hoofd van de raad van bestuur van de Cyberathlete Professional League.

### Opinie en engines
Hoewel het financieel geslaagd was, stuitte het succes van Quake II, Quake III en Doom 3 op kritiek. De spellen van id blijven hoog scoren in tijdschriften, maar de publieke opinie over de laatste spellen is vaak verdeeld, waar sommigen het bedrijf verwijten te conventioneel te zijn in hun ontwerp, in het bijzonder voor hun laatste titel Doom 3. De games van id hadden altijd nieuwe revolutionaire technologieën bevat, van grafische mogelijkheden tot netwerkmogelijkheden.
Tegenwoordig hebben veel andere ontwikkelaars licenties op de "game engines" van id. Dit heeft, samen met Carmacks sterk conservatieve ontwerpideeën voor FPS, de publieke opinie helpen vormgeven; sommigen beschouwen id nu in de eerste plaats als de ontwikkelaar van technologieën, en pas in tweede instantie als een spelontwikkelaar. De prijs voor het nemen van een licentie op de engines van id bedragen ongeveer 250 000 Amerikaanse dollar per titel. Id heeft zijn oudere game engines, zoals die van Quake en Quake II onder GNU GPL uitgebracht, zodat anderen deze vrij kunnen gebruiken (enkel gebonden aan voorwaarden van de GPL).
De broncode van de engine van Quake III werd verondersteld rond eind 2004 te worden uitgebracht, wat zou consistent zijn met een klaarblijkelijk beleid om alle 3D-engines onder GPL uit te brengen wanneer ze vijf jaar oud zijn. John Carmack heeft echter aangekondigd dat het uitbrengen onder GPL een periode uitgesteld is, aangezien er voor de engines nog licenties liepen voor commerciële klanten, die anders misnoegd zouden zijn over het plotse verlies in waarde van hun recente investering. Het feit dat software uit 1999 nog steeds als waardevol beschouwd wordt, zodat zelfs licenties betaald worden tot 2004, getuigt van de kwaliteit ervan. De broncode van Quake III werd uiteindelijk uitgebracht onder GPL op 19 augustus 2005.
In 2003 verscheen het boek Masters of Doom dat de ontwikkeling van id beschreef, met speciale aandacht op de persoonlijkheden en interacties van John Carmack en John Romero.

### Rage en de overname door ZeniMax Media
Op 24 juni 2009 werd bekend dat id Software door ZeniMax Media (moederbedrijf van Bethesda Softworks) overgenomen zou worden. Id Software was op dat moment ook bezig aan een geheel nieuw franchise: Rage. Rage was het eerste spel van ID dat gebruikmaakte van de nieuwe engine Id Tech 5. Electronic Arts zou de uitgever van Rage zijn. Na de overname werd Bethesda Softworks de uitgever. Op 7 oktober 2011 werd Rage uitgebracht voor de pc, Xbox 360 en PlayStation 3. Eerder was ook een iPhone-versie onder de naam Rage HD uitgebracht.

## Games van id Software
- Commander Keen
  - Episode 1: Marooned on Mars (1990)
  - Episode 2: The Earth Explodes (1991)
  - Episode 3: Keen Must Die (1991)
  - Keen Dreams (1991)
  - Episode 4: Secret of the Oracle (1991)
  - Episode 5: The Armageddon Machine (1991)
  - Episode 6: Aliens Ate My Baby Sitter (1991)
- Dangerous Dave in the Haunted Mansion (1991)
- Rescue Rover (1991)
- Rescue Rover 2 (1991)
- Hovertank 3D (1991)
- Catacomb 3-D: A New Dimension (in 1992) herverschenen als Catacomb 3-D: The Descent
  - Catacomb Abyss (1992)
  - Catacomb Armageddon (1993) herverschenen als Curse of the Catacombs
  - Catacomb Apocalypse (1993) herverschenen als Terror of the Catacombs
- Wolfenstein 3D (1992)
  - Spear of Destiny (1992)
- Doom (1993)
  - The Ultimate Doom (1995)
- Doom II: Hell on Earth (1994)
  - Master Levels for Doom II (1995)
  - Final Doom (1996)
- Quake (1996)
  - Mission Pack 1: Scourge of Armagon (1997) (ontwikkeld door Hipnotic Interactive, bekend als Ritual Entertainment)
  - Mission Pack 2: Dissolution of Eternity (1997) (ontwikkeld door Rogue Entertainment)
- Quake II (1997)
  - Mission Pack 1: The Reckoning (1998) (ontwikkeld door Xatrix Entertainment, nu bekend als Gray Matter Interactive)
  - Mission Pack 2: Ground Zero (1998) (ontwikkeld door Rogue Entertainment)
- Quake III Arena (1999)
  - Expansion: Team Arena (2000)
- Return to Castle Wolfenstein (2001) (ontwikkeld door Gray Matter Interactive, multiplayer-gedeelte door Nerve Software)
- Wolfenstein: Enemy Territory (2003) (ontwikkeld door Splash Damage)
- Doom 3 (2004)
  - Expansion: Resurrection of Evil (2005) (ontwikkeld door Nerve Software)
- Quake 4 (2005) (ontwikkeld door Raven Software)
- Enemy Territory: Quake Wars (2006) (ontwikkeld door Splash Damage)
- Quake Live (2009)
- Rage (2011)
- Doom (2016)
- Rage 2 (2019) (ontwikkeld in samenwerking met Avalanche Studios)
- Doom Eternal (2020)
- Doom: The Dark Ages (2025)

## Aanvullende lectuur
- Kushner, David (2003). Masters of Doom: how two guys created an empire and transformed pop culture, New York: Random House. ISBN 0-375-50524-5.